# The Bride’s Tragedy (wiersz)
The Bride’s Tragedy – wiersz angielskiego poety Algernona Charlesa Swinburne’a, opublikowany w tomiku Poems and Ballads. Third Series, wydanym w Londynie w 1889 roku przez spółkę wydawniczą Chatto & Windus. Utwór jest balladą stylizowaną na dawny utwór szkocki. Składa się ze zwrotek sześciowersowych. Zwrotki są ukształtowane w sposób typowy dla klasycznych ballad angielsko-szkockiego pogranicza, występują w nich rymy końcowe i wewnętrzne, jak też liczne aliteracje. We wszystkich zwrotkach występuje refren, który Oscarowi Wilde’owi wydawał się "dziwny" (The Bride's Tragedy, with its strange refrain). Całość ma dwadzieścia strof, czyli w sumie sto dwadzieścia wersów. Utwór opowiada o ludziach, którzy utonęli przy przeprawie przez wezbraną rzekę. Bohaterami są dziewczyna, przymuszana do wyjścia za mąż za mężczyznę, do którego czuje niechęć, i jej kochanek, który porywa ją sprzed kościoła. Ich romantyczna ucieczka kończy się tragedią.
Their hearts were high to live or die,
Their steeds were stark of limb:
But the stream was starker, the spate was darker,
Than man might live and swim.
In, in, out and in,
Blaws the wind and whirls the whin.
The first ae step they strode therein,
It smote them foot and knee:
But ere they wan to the mid water
The spate was as the sea.
In, in, out and in,
Blaws the wind and whirls the whin.
But when they wan to the mid water,
It smote them hand and head:
And nae man knows but the wave that flows
Where they lie drowned and dead.
In, in, out and in,
Blaws the wind and whirls the whin.
Muzykę do ballady Swinburne’a skomponował australijski muzyk Percy Grainger.